# Mingus Big Band
La Mingus Big Band es una big band de la ciudad de Nueva York que se especializa en las composiciones de Charles Mingus. Es administrada por su viuda, Sue Mingus. Además de su aparición semanal los lunes por la noche en Jazz Standard en la ciudad de Nueva York, Mingus Big Band realiza giras frecuentes, brindando presentaciones  en Estados Unidos, Europa y otras partes del mundo.
La banda ha recibido seis nominaciones a los premios Grammy y ganó un Grammy en 2011 al Mejor álbum de grupo grande de jazz por Mingus Big Band Live at Jazz Standard.

## Discografía
- Nostalgia in Times Square (Dreyfus, 1993)
- Gunslinging Birds (Dreyfus, 1995)
- Live in Time (Dreyfus, 1996)
- Que Viva Mingus! (Dreyfus, 1997)
- Blues & Politics (Dreyfus, 1999)
- Tonight at Noon: Three of Four Shades of Love (Dreyfus, 2002)
- I Am Three (Sunnyside, 2005)
- Live in Tokyo at the Blue Note (Sunnyside, 2006)
- Mingus Big Band Live at Jazz Standard (Jazz Workshop / Sue Mingus Music, 2010)
- Mingus Sings (Sunnyside, 2015)[3]